# Andrew Scott (Schauspieler)

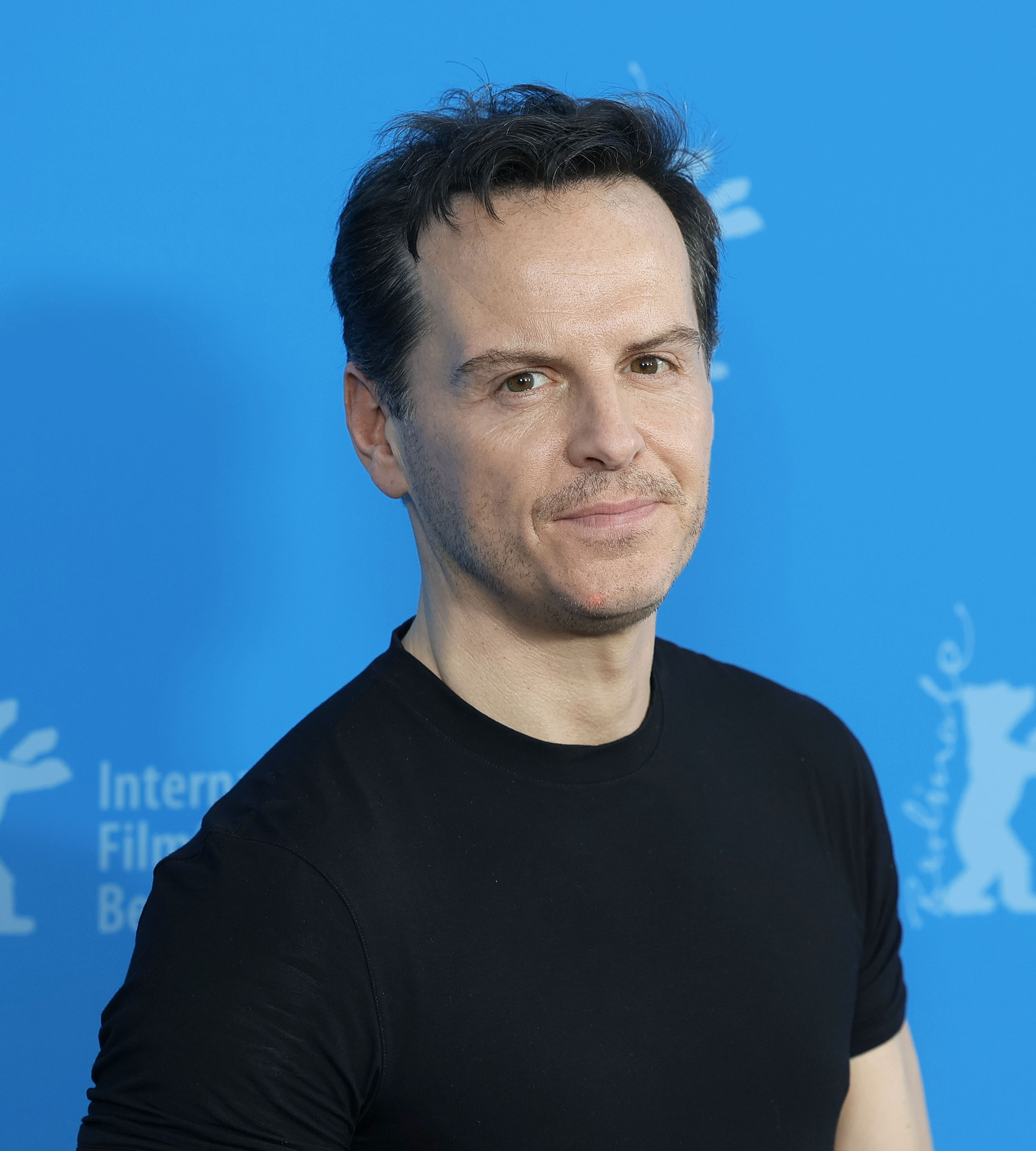
Andrew Scott (2025)

Andrew Scott (* 21. Oktober 1976 in Dublin) ist ein irischer Schauspieler, der für Theater, Film und Fernsehen arbeitet. Für seine Darstellungen wurde er vielfach ausgezeichnet, unter anderem mit dem Laurence Olivier Award, den BAFTA- und IFTA-Awards. Internationale Bekanntheit erlangte er in der Rolle des Paul McCartney im BBC-Drama Lennon Naked, als Sherlock Holmes’ Gegenspieler James Moriarty in der TV-Reihe Sherlock, als Max Denbigh („C“) in James Bond 007: Spectre und zuletzt in der Rolle eines Priesters in Fleabag.

## Leben
Andrew Scott wuchs als mittleres von drei Kindern der Eheleute Jim und Nora Scott in Dublin auf. Im Süden der Stadt besuchte er das Gonzaga College, eine weiterführende Jungenschule in jesuitischer Trägerschaft. Seine Eltern arbeiteten im öffentlichen Dienst, sein Vater als Arbeitsvermittler, seine Mutter als Kunstlehrerin. Scotts ältere Schwester Sarah trainiert das Hockeyteam einer katholischen Schule, die jüngere Schwester, Hannah James Scott, ist Schauspielerin.
Andrew Scott beschreibt sich als zurückhaltenden Menschen. Das Rollenspiel am Theater habe ihm geholfen, seine in der Kindheit ausgeprägte Schüchternheit zu überwinden. Vor diesem Hintergrund verficht er niedrigschwellige Theaterangebote für Kinder und Jugendliche: In fast jeder Ausbildung und den meisten Berufen müsse man Vorträge halten und Kontakt zu Kollegen, Vorgesetzten, Untergebenen und Kunden knüpfen können. Grundlegende schauspielerische Erfahrung helfe gerade schüchternen Heranwachsenden, dies zu meistern.
Scott legt Wert auf den Schutz seiner Privatsphäre. Gegenüber Medien äußert er sich konsequent nicht zu seiner Familie und nur selten zu persönlichen Themen und Überzeugungen. Über aufdringliche Fans und gelegentliche Grenzüberschreitungen sagte er: „Natürlich ist manche Fanpost ein bisschen schräg, grundsätzlich kann ich die häufige Mediendarstellung, Fans seien völlig verrückte Wesen, aber wirklich nicht nachvollziehen. Die allermeisten sind sehr respektvolle, sehr angenehme Menschen. Sie sind nicht diejenigen, die irgendwelche Grenzen überschreiten. […] Ich bin ein glühender Menschenfreund und möchte auf keinen Fall, dass sie für mich je zum Feindbild werden. Ich musste schon erleben, wie genau das Kollegen passiert ist, die unentwegt gestört werden. Es gibt aber zumindest ein gewisses Maß an Kontrolle, die man sich erhalten kann, wenn man manche Dinge von Anfang an konsequent für sich behält und den Funken gar nicht erst aus der Hand gibt.“
In Reaktion auf Wladimir Putins Verabschiedung eines Gesetzes gegen die sogenannte Propaganda zur Förderung der Homosexualität in Russland äußerte sich Scott 2013 in der Tageszeitung The Independent in einem Interview über die BBC-Verfilmung Legacy, in der er einen russischen Spion darstellte, erstmals beiläufig über seine sexuellen Neigungen. Zu einem späteren Zeitpunkt erwähnte er einen langjährigen Lebenspartner. Wird sein Privatleben in Interviews angesprochen, reagiert er mit dem Hinweis, schwul zu sein, werde von der Gesellschaft dankenswerterweise nicht mehr als Charakterschwäche angesehen – genauso wenig sei es aber eine Tugend wie Herzlichkeit oder ein Talent wie Banjospielen. Es sei ein Fakt und kein besonders interessanter und habe keinerlei Bedeutung für seine Arbeit. Dabei räumt er einen Unterschied zwischen Zurückhaltung und Verheimlichung ein, er selbst halte sich nicht für einen Heimlichtuer. Er wolle lediglich seinen Beruf bestmöglich ausüben, und dieser bestehe darin, eine Vielzahl sehr unterschiedlicher Charaktere überzeugend zu verkörpern; die Imagebildung über sein Privatleben sei dabei nur hinderlich.

## Karriere
Scott begann sein Schauspielstudium am Trinity College Dublin, empfand den dort praktizierten theoretisch-theaterwissenschaftlichen Ansatz jedoch als einengend und verließ die Hochschule nach wenigen Monaten, um am Abbey Theatre in Dublin als Schauspieler zu arbeiten. Im Alter von 17 Jahren spielte er die Hauptrolle in dem irischen Spielfilm Korea. 1998 erhielt er eine Nebenrolle in Steven Spielbergs Der Soldat James Ryan. Für seine Zusammenarbeit mit Karel Reisz in der Gate-Theater-Produktion Eines langen Tages Reise in die Nacht wurde er als Schauspieler des Jahres mit einem Independent/Spirit of Life Award ausgezeichnet und erhielt eine Nominierung für den Irish Times Award für den besten Nebendarsteller.
Scott spielte Rollen in Nora mit Ewan McGregor und in einer Fernsehadaptation von Henry James’ The American, bevor er sein Londoner Theaterdebüt in Conor McPhersons Dublin Carol an der Seite von Brian Cox am Royal Court Theatre gab. Er erhielt daraufhin größere Rollen, wie in dem mit dem BAFTA ausgezeichneten Fernsehdrama Longitude und der HBO-Miniserie Band of Brothers – Wir waren wie Brüder.
Nach seiner Darstellung des naiven Jones in der BBC-Miniserie My Life in Film erhielt er erstmals den Lawrence Olivier Award für seine Rolle in A Girl in a Car with a Man am Royal Court Theater. 2006 hatte Andrew Scott seinen ersten Auftritt am Broadway in New York, wo er mit Julianne Moore und Bill Nighy in der Music-Box-Theater-Produktion The Vertical Hour von David Hare spielte. Für diese Rolle wurde er für den Drama League Award nominiert.
2008 trat Scott in der HBO-Miniserie John Adams – Freiheit für Amerika auf. Der vielfach (u. a. mit dem Laurence Olivier Award) ausgezeichnete Schriftsteller Simon Stephens schrieb für ihn das Ein-Personen-Stück Sea Wall, das er an mehreren Bühnen in Großbritannien sowie in einer 30-minütigen Verfilmung spielte.
Mit Ben Whishaw, Katherine Parkinson und Paul Jesson spielte er Ende 2009 in Cock am Royal Court Theatre; das Stück wurde 2010 mit dem Olivier Award ausgezeichnet. Scotts Auftritt in Foyle’s War wurde im Slant Magazine als herausragende Leistung gewürdigt. Weitere Projekte Scotts waren Chasing Cotards (ein Kurzfilm des Regisseurs Edward L Dark, der im IMAX-Format gedreht und präsentiert wurde), der Fernsehfilm Lennon Naked und seine Rolle als Antiheld in dem von der Kritik positiv besprochenen Film aus dem Jahr 2010 Anton Chekhov’s The Duel nach der Novelle Das Duell von Anton Tschechow (1891).
2011 erhielt Scott die Hauptrolle des Kaisers Julian in Ben Powers Adaptation von Henrik Ibsens Schauspiel Kaiser und Galiläer am Royal National Theatre in London. Es folgte ein Gastauftritt in der zweiten Staffel der Serie Garrow’s Law.
Internationale Bekanntheit erlangte er durch seine Mitwirkung an der BBC-Fernsehreihe Sherlock, die in zahlreichen Ländern erfolgreich war. Für seine originelle und kreative Neuinterpretation des kriminellen Genies Moriarty wurde Scott u. a. 2012 mit dem BAFTA- und 2013 mit dem IFTA-Preis geehrt. Im Juli 2012 trat Scott neben Christopher Eccleston in der BBC-Miniserie Blackout auf, in der er einen heruntergekommenen Polizisten darstellte.
2017 spielte er in einer Produktion des Almeida Theatre die Titelrolle in William Shakespeares Hamlet.
2019 erregte er internationales Aufsehen durch seine Darstellung des ihm auf den Leib geschriebenen jungen katholischen Priesters in der Serie Fleabag von Phoebe Waller-Bridge.
Ab Juni 2019 spielte er eine Hauptrolle in Matthew Warchus’ Neuinszenierung von Noël Cowards Gesellschaftskomödie Present Laughter im Old Vic Theatre.
Neben seiner Arbeit als Film- und Bühnenschauspieler nahm Scott zahlreiche Hörbücher und Hörspiele auf; darin übernahm er unter anderem die Rolle des Jay Gatsby in F. Scott Fitzgeralds Der Große Gatsby und die des Stephen Dedalus in James Joyce’ Ulysses.
Als meistgeschätzten Aspekt seines Berufs bezeichnet Scott die Vielseitigkeit. Er sei dankbar, zwischen Medien und Genres wechseln zu können. Jedes neue Projekt wähle er nach Kriterien der Andersartigkeit im Vergleich zum vorigen aus, was ihn immer wieder auch zur Mitwirkung an Independent-Filmen und häufiger und lieber auf den roten Teppich internationaler Filmfestspiele (z. B. in Cannes, Toronto und Berlin) als in Hollywood-Veranstaltungen führe.

## Theater
| Jahr      | Stück                                                                   | Rolle                                                     | Regie              | Theater                                                                 | Anmerkungen                                                                              |
| --------- | ----------------------------------------------------------------------- | --------------------------------------------------------- | ------------------ | ----------------------------------------------------------------------- | ---------------------------------------------------------------------------------------- |
|           | Brighton Beach Memoirs (Neil Simon, UA 1982)                            | Stan                                                      | Rita Tieghe        | Andrew’s Lane, Dublin                                                   |                                                                                          |
|           | Six Characters in Search of an Author (Luigi Pirandello, UA 1925)       | Sohn                                                      | John Crowley       | Abbey Theatre, Dublin                                                   | OT Sei personaggi in cerca d’autore                                                      |
|           | The Marriage of Figaro (Pierre-Augustin Caron de Beaumarchais, UA 1784) | Cherubim                                                  | Brian Brady        | Abbey Theatre, Dublin                                                   | OT La folle journée ou Le mariage de Figaro (Der tolle Tag oder Die Hochzeit des Figaro) |
|           | A Woman of No Importance (Oscar Wilde, UA 1893)                         | Gerald Arbuthnot                                          | Ben Barnes         | Abbey Theatre, Dublin                                                   |                                                                                          |
|           | Lonesome West                                                           | Welsh                                                     | Gary Hines         | Druid Theatre Company, Galway                                           |                                                                                          |
|           | Long Day’s Journey into Night (Eugene O’Neill, UA 1956)                 | Edmund                                                    | Karel Reisz        | Gate Theatre, Dublin                                                    | deutscher Titel Eines langen Tages Reise in die Nacht                                    |
|           | Dublin Carol                                                            | Mark                                                      | Ian Rickson        | The Old Vic, London; Royal Court Theatre, London                        |                                                                                          |
|           | The Secret Fall of Constance Wilde                                      | Lord Alfred Douglas                                       | Patrick Mason      | Abbey Theatre, Dublin; The Barbican (Royal Shakespeare Company), London |                                                                                          |
|           | The Coming World                                                        | Ed/Ty                                                     | Mark Brickman      | Soho Theatre, London                                                    |                                                                                          |
|           | Crave                                                                   | B                                                         | Vicky Featherstone | Royal Court Theatre, London                                             |                                                                                          |
|           | Original Sin                                                            | Angel                                                     | Peter Gill         | Crucible Theatre, Sheffield                                             |                                                                                          |
|           | Playing the Victim                                                      | Valya                                                     | Richard Wilson     | Royal Court Theatre, London                                             |                                                                                          |
|           | The Cavalcaders                                                         | Rory                                                      | Robin Lefevre      | Tricycle Theatre, London                                                |                                                                                          |
|           | A Girl in a Car With a Man                                              | Alex                                                      | Joe Hill-Gibbins   | Royal Court Theatre, London                                             | Laurence Olivier Award for Outstanding Achievement in an Affiliate Theatre               |
|           | Aristocrats                                                             | Casimir                                                   | Tom Cairns         | Royal National Theatre, London                                          |                                                                                          |
| 2006      | Dying City (Christopher Shinn, UA 2006)                                 | Craig/Peter                                               | James McDonald     | Royal Court Theatre, London                                             | Uraufführung                                                                             |
| 2006      | The Vertical Hour (David Hare, UA 2006)                                 |                                                           | Sam Mendes         | The Music Box, New York City                                            | Uraufführung; deutscher Titel Zeitfenster; Drama-League-Award-Nominierung                |
| 2009      | Roaring Trade                                                           |                                                           | Roxana Silbert     | Soho Theatre, London                                                    | Uraufführung                                                                             |
| 2008–2009 | Sea Wall (Simon Stephens, UA 2008)                                      | Alex                                                      | George Perrin      | Bush Theatre, London                                                    | Uraufführung; Das Ein-Mann-Stück wurde Scott von Stephens auf den Leib geschrieben       |
| 2010      | Design for Living (Noël Coward, UA 1933)                                | Leo                                                       | Anthony Page       | The Old Vic, London                                                     |                                                                                          |
| 2011      | Cock (Mike Bartlett, UA 2011)                                           | M                                                         | James McDonald     | Royal Court Theatre, London                                             | Uraufführung; Laurence Olivier Award for Outstanding Achievement in an Affiliate Theatre |
|           | Emperor and Galilean (Henrik Ibsen, UA 1896)                            | Julian (Flavius Claudius Iulianus bzw. Iulianus Apostata) | Jonathan Kent      | Royal National Theatre, London                                          | OT Kejser og Galilæer; deutscher Titel Kaiser und Galiläer                               |
|           | Hamlet (William Shakespeare, UA ca. 1601)                               | Hamlet                                                    | Robert Icke        | Almeida Theatre, London                                                 | Nominiert für den Laurence Olivier Award                                                 |
| 2019      | Present Laughter (Noël Coward, UA 1939)                                 | Garry Essendine                                           | Matthew Warchus    | The Old Vic, London                                                     |                                                                                          |
| 2023      | VANYA                                                                   | All Roles                                                 | Sam Yates          | Duke of York's Theatre                                                  | Gewinner Critics’ Circle Theatre Awards                                                  |

## Filmografie (Auswahl)
- 1995: Korea
- 1997: Drinking Crude
- 1998: Miracle at Midnight (Fernsehfilm)
- 1998: Der Soldat James Ryan (Saving Private Ryan)
- 1998: The Tale of Sweety Barrett
- 1998: The American (Fernsehfilm)
- 2000: Longitude (Fernsehfilm)
- 2000: Nora – Die leidenschaftliche Liebe von James Joyce (Nora)
- 2001: I Was the Cigarette Girl (Kurzfilm)
- 2001: Band of Brothers – Wir waren wie Brüder (Band of Brothers, Miniserie, Teil 2: „Der erste Tag“)
- 2003: Killing Hitler (Dokumentation)
- 2003: Dead Bodies
- 2004: My Life in Film (Miniserie, 6 Teile)
- 2005: The Quatermass Experiment (Fernsehfilm)
- 2007: Nuclear Secrets (Miniserie, Teil 3: „Superbomb“)
- 2008: John Adams – Freiheit für Amerika (John Adams, Miniserie, 4 Teile)
- 2008: Little White Lie (Fernsehfilm)
- 2009: Anton Chekhov’s The Duel
- 2010: Chasing Cotards (Kurzfilm)
- 2010: Silent Things (Kurzfilm)
- 2010: Foyle’s War (Fernsehserie, Folge „The Hide“)
- 2010: Lennon Naked (Fernsehfilm)
- 2010: Garrow’s Law (Fernsehserie, Folge 2.02)
- 2010–2017: Sherlock (Fernsehserie, 7 Folgen)
- 2011: The Hour (Fernsehserie, 2 Folgen)
- 2012: Sea Wall (Kurzfilm)
- 2012: Blackout (Miniserie, 3 Teile)
- 2012: The Scapegoat (Fernsehfilm)
- 2012: The Town (Miniserie, 3 Teile)
- 2013: No Turning Back (Locke, Sprechrolle)
- 2013: Dates (Fernsehserie, Folge „Jenny & Christian“)
- 2013: The Bachelor Weekend (The Stag)
- 2014: Pride
- 2014: Jimmy’s Hall
- 2015: James Bond 007: Spectre (Spectre)
- 2015: Victor Frankenstein – Genie und Wahnsinn (Victor Frankenstein)
- 2016: The Hollow Crown (Fernsehserie, Folge 2.02)
- 2016: Alice im Wunderland: Hinter den Spiegeln (Alice Through the Looking Glass)
- 2016: Handsome Devil
- 2016: Verleugnung (Denial)
- 2016: Der wunderbare Garten der Bella Brown (This Beautiful Fantastic)
- 2017: The Hope Rooms (Kurzfilm)
- 2017: The Delinquent Season
- 2018: Steel Country
- 2018: King Lear (Fernsehfilm)
- 2019: Cognition (Kurzfilm)
- 2019: Fleabag (Fernsehserie, 6 Folgen)
- 2019: Black Mirror (anthologische Fernsehserie, Folge 5.02 „Smithereens“)
- 2019: Modern Love (Fernsehserie, 2 Folgen)
- 2019: 1917
- 2019–2020: His Dark Materials (Fernsehserie, 6 Folgen)
- 2021: The Pursuit of Love (Miniserie, 3 Folgen)
- 2022: Catherine Called Birdy
- 2023: All of Us Strangers
- 2024: Ripley (Fernsehserie, 8 Folgen)
- 2025: Back in Action
- 2025: Blue Moon

## Hörspiele (Auswahl)
- 2009: Billy Pilgrim in Kurt Vonneguts Schlachthof 5
- 2012: Jay Gatsby in Fitzgeralds Der große Gatsby
- 2012: Stephen Dedalus in James Joyce’ Ulysses
- 2012: Harold Pinters Betrogen (Betrayal)

Diverse Kurzgeschichten wie The Rachel Papers, The Wire, Edgar Allan Poes Der Doppelmord in der Rue Morgue, The Angel of Covent Garden u. a.
Gedichte von Pablo Neruda, Robert Frost, Emily Dickinson, Jack Kerouac, Seamus Heaney, Simon Armitage u. a.

## Auszeichnungen
Oliviers
- 2005: Herausragende Leistung in einem angebundenen Theater – A Girl in a Car with a Man – gewonnen
- 2018: Bester Darsteller in einem Theaterstück – Hamlet – nominiert
- 2020: Bester Darsteller in einem Theaterstück – Present Laughter – gewonnen

BAFTAs
- 2012: Bester Nebendarsteller – Sherlock – gewonnen

Golden Globes
- 2020: Bester Nebendarsteller – Serie, Mini-Serie oder TV-Film – Fleabag – nominiert
- 2024: Bester Hauptdarsteller – Drama – All of Us Strangers – nominiert

IFTAs
- 2003: Bester Hauptdarsteller – Dead Bodies – gewonnen
- 2013: Bester Fernseh-Nebendarsteller – Sherlock – gewonnen
- 2014: Bester Hauptdarsteller (Kinofilm) – The Stag – nominiert
- 2015: Bester Nebendarsteller (Kinofilm) – Pride – nominiert
- 2015: Bester Fernseh-Nebendarsteller – Sherlock – nominiert
- 2017: Bester Nebendarsteller (Dramaserie) – The Hollow Crown – nominiert

BIFAs
- 2014: Bester Nebendarsteller – Pride – gewonnen
- 2023: All of Us Strangers – nominiert

Internationale Filmfestspiele Berlin
- 2004: Shooting Star Award – gewonnen
- 2025: Bester Nebendarsteller – Blue Moon (2025)

BBC Audio Drama Awards
- 2012: Bester Nebendarsteller – Referee – gewonnen
- 2013: Bester Darsteller – Betrayal – gewonnen

Drama League Award
- 2007: Herausragende Darbietung – The Vertical Hour – nominiert

Irish Times Theatre Awards
- 1998: Bester Nebendarsteller – Long Day’s Journey into Night